# Anacamptis collina
Anacamptis collina  (лат.) — вид однодольных растений рода Анакамптис (Anacamptis) семейства Орхидные (Orchidaceae). Под текущим таксономическим названием растение было описано группой ботаников в 1997 году.
Помимо основного, таксон имеет большое количество синонимичных названий; наиболее встречающиеся в литературе — Orchis collina Banks & Sol. ex Russell (базионим) и Orchis saccata Ten..

## Распространение, описание
Распространён от Средиземноморья до юга Туркменистана.
Клубневой геофит. Растение высотой до 35 см. Листорасположение розеточное, листья размещены у основания стебля. Соцветие — колос, несущий несколько цветков красновато-коричневого цвета с вкраплениями зелёного; губа прямая, гладкая. Цветёт с марта по май. Плод — коробочка.
Число хромосом — 2n=36.

## Систематика
Кавказские растения трактуемые в отечественной литературе как Orchis collina subsp. chlorotica (или O. chlorotica), по мнению В. В. Куропаткина и П. Г. Ефимова не имеют существенных отличий от Orchis collina subsp. fedtschenkoi. Отсутствие антоциановой окраски цветков, считавшееся характерным для кавказских растений, они не считают диагностичным признаком, так как альбиносные формы изредка встречаются и в других частях ареала вида, а на Кавказе изредка встречаются и растения с ярко окрашенными цветками. Тем не менее, растения из восточной части ареала (Кавказ, Туркменистан, Иран), по-видимому, отличаются от европейских более тонким и заостренным шпорцем, а также несколько более густыми и многоцветковыми соцветиями.

## Синонимы
По данным The Plant List: 
- Anacamptis collina f. flavescens (Soó) F.M.Vázquez
- Anacamptis collinaм f. laxispicata F.M.Vázquez
- Barlia collina (Banks & Sol. ex Russell) Szlach.
- Herorchis collina (Banks & Sol. ex Russell) D.Tyteca & E.Klein
- Orchis chlorotica Woronow
- Orchis collina Banks & Sol. ex Russell basionym
- Orchis collina subsp. chlorotica (Woronow) Aver.
- Orchis collina subsp. fedtschenkoi (Czerniak.) Aver.
- Orchis collina var. flavescens Soó
- Orchis collina f. flavescens (Soó) D.Rivera & Lopez Velez
- Orchis collina f. purpurea Maire & Weiller
- Orchis dulukae Hautz.
- Orchis fedtschenkoi Czerniak.
- Orchis leucoglossa O.Schwarz
- Orchis papilionacea subsp. chlorotica (Woronow) Soó
- Orchis saccata Ten.
- Orchis saccata var. fedtschenkoi (Czerniak.) Hautz.
- Orchis saccata subsp. fedtschenkoi (Czerniak.) Soó
- Orchis saccata f. flavescens (Soó) Raynaud
- Orchis saccata f. orbicularis Ruppert
- Orchis sparsiflora Spruner ex Rchb.f.
- Vermeulenia chlorotca (Woronow) Á.Löve & D.Löve
- Vermeulenia collina (Banks & Sol. ex Russell) P.Delforge
- Vermeulenia fedtschenkoi (Czerniak.) Á.Löve & D.Löve
- Vermeulenia saccata (Ten.) Á.Löve & D.Löve